# Filmjahr 1933
Liste der Filmjahre

◄◄ | ◄ | 1929 | 1930 | 1931 | 1932 | Filmjahr 1933 | 1934 | 1935 | 1936 | 1937 | ► | ►►

Weitere Ereignisse

## Ereignisse

### Uraufführungen

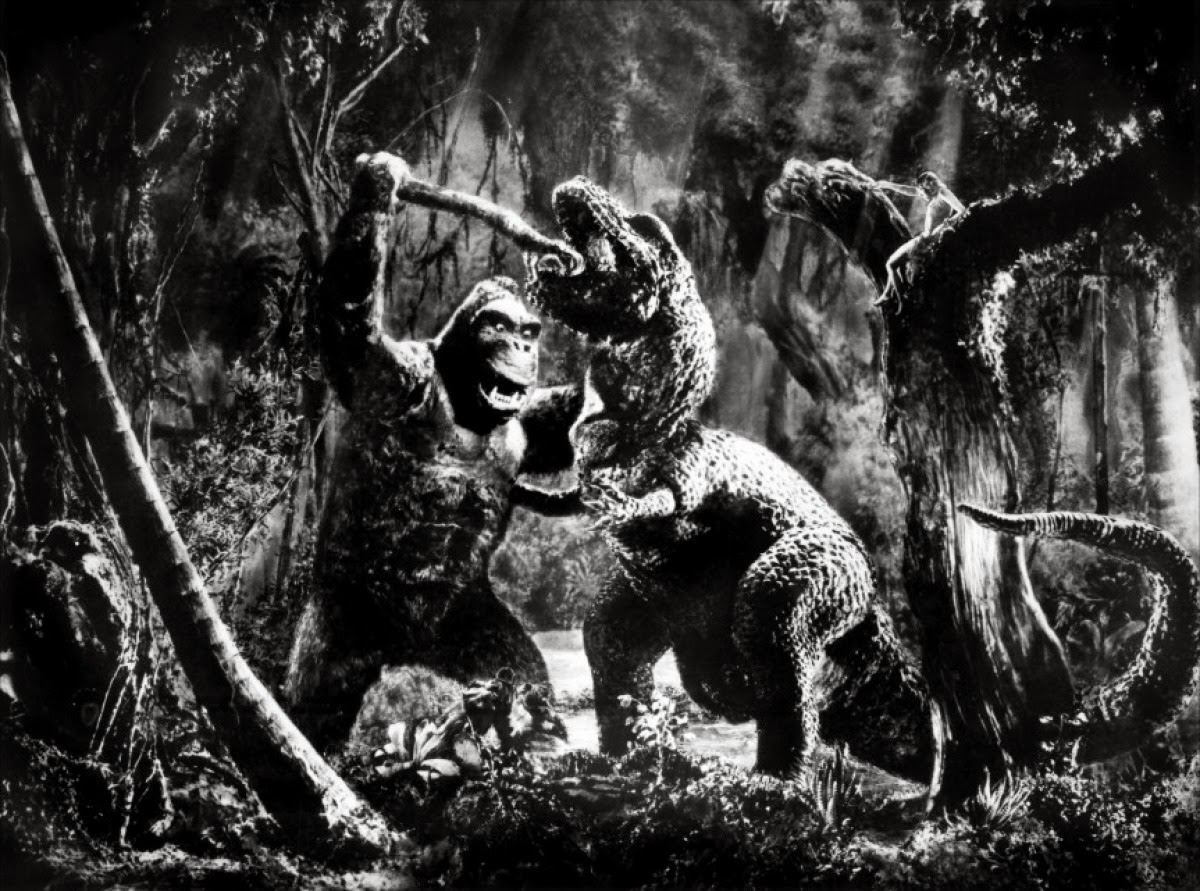
King Kong im Kampf gegen einen Tyrannosaurus

- 2. März: Der Spielfilm King Kong der RKO Pictures von Merian C. Cooper und Ernest B. Schoedsack, mit Fay Wray in der Hauptrolle, hat seine Premiere in New York City. Am Drehbuch des ersten King-Kong-Films hat unter anderem Edgar Wallace mitgearbeitet. Die Spezialeffekte von Willis O’Brien, allen voran der Einsatz des Stop-Motion-Verfahrens, gelten bis heute als wegweisend.
- 29. März: Die Erstaufführung des Films Das Testament des Dr. Mabuse von Fritz Lang nach einem Roman von Norbert Jacques wird von der Filmprüfstelle Berlin wegen „Gefährdung der öffentlichen Ordnung und Sicherheit“ verboten.
- 31. März: Die umstrittene US-amerikanische Fantasykomödie Gabriel Over the White House (Zwischen heut und morgen) hat ihre Uraufführung.
- 21. April: Fritz Langs im Deutschen Reich von der nationalsozialistischen Filmprüfstelle Berlin verbotener Film Das Testament des Dr. Mabuse mit Rudolf Klein-Rogge in der Titelrolle feiert in Budapest Premiere. Das Drehbuch vom Thea von Harbou basiert auf einem Roman von Norbert Jacques, der 1932 auf Aufforderung Langs geschrieben, aber zunächst nicht veröffentlicht wurde.
- 11. September: Die Uraufführung des Propagandafilms Hitlerjunge Quex erfolgt in Berlin.
- 29. Dezember: In den USA hat der Laurel-und-Hardy-Film Sons of the Desert (Die Wüstensöhne) seine Uraufführung. Er wird einer der zehn erfolgreichsten Streifen des Jahres 1934 in den US-Kinos.

### Weitere Ereignisse
- 6. Juni: In Camden, New Jersey wird das erste Autokino der Welt eröffnet.
- 26. Juni: Der Unterrichtsfilm wird durch einen Erlass des nationalsozialistischen preußischen Kultusministers Bernhard Rust in den Schulen als Unterrichtsmaterial eingeführt.
- 26. Juni: Joseph Schenck, der ehemalige Präsident der United Artists, Darryl F. Zanuck, vormaliger Produktionschef von Warner Brothers, William Goetz, Topmanager der Fox Film Corporation und Raymond Griffith gründen die Filmproduktionsfirma 20th Century Pictures. Als stille Teilhaber bleiben Nicholas Schenck und Louis B. Mayer, der Schwiegervater von William Goetz, im Hintergrund.

- Das British Film Institute wird gegründet.

### Kassenerfolge
Die zehn erfolgreichsten Filme an den US-amerikanischen Kinokassen nach Einspielergebnis.
| Platz | Filmtitel            | Einspielergebnis in US-Dollar |       |
| ----- | -------------------- | ----------------------------- | ----- |
| 1.    | Roman Scandals       | 2.443.000                     | [ 1 ] |
| 2.    | I’m No Angel         | 2.250.000                     | [ 1 ] |
| 3.    | Gold Diggers of 1933 | 2.202.000                     | [ 2 ] |
| 4.    | She Done Him Wrong   | 2.200.000                     | [ 3 ] |
| 5.    | Tugboat Annie        | 1.917.000                     | [ 4 ] |
| 6.    | Footlight Parade     | 1.601.000                     | [ 2 ] |
| 7.    | Dancing Lady         | 1.490.000                     | [ 4 ] |
| 8.    | 42nd Street          | 1.438.000                     | [ 2 ] |
| 9.    | Dinner at Eight      | 1.398.000                     | [ 4 ] |
| 10.   | Little Women         | 1.337.000                     | [ 5 ] |

### Filmpreise

#### Academy Awards
1933 gab es keine Oscarverleihung, da die Oscars für 1933 erstmals im Frühjahr des darauffolgenden Jahres verliehen wurden.

#### Weitere Filmpreise und Auszeichnungen
- National Board of Review: Topaze von Harry d’Abbadie d’Arrast
- Photoplay Award: Vier Schwestern von George Cukor

## Geboren

### Januar/Februar

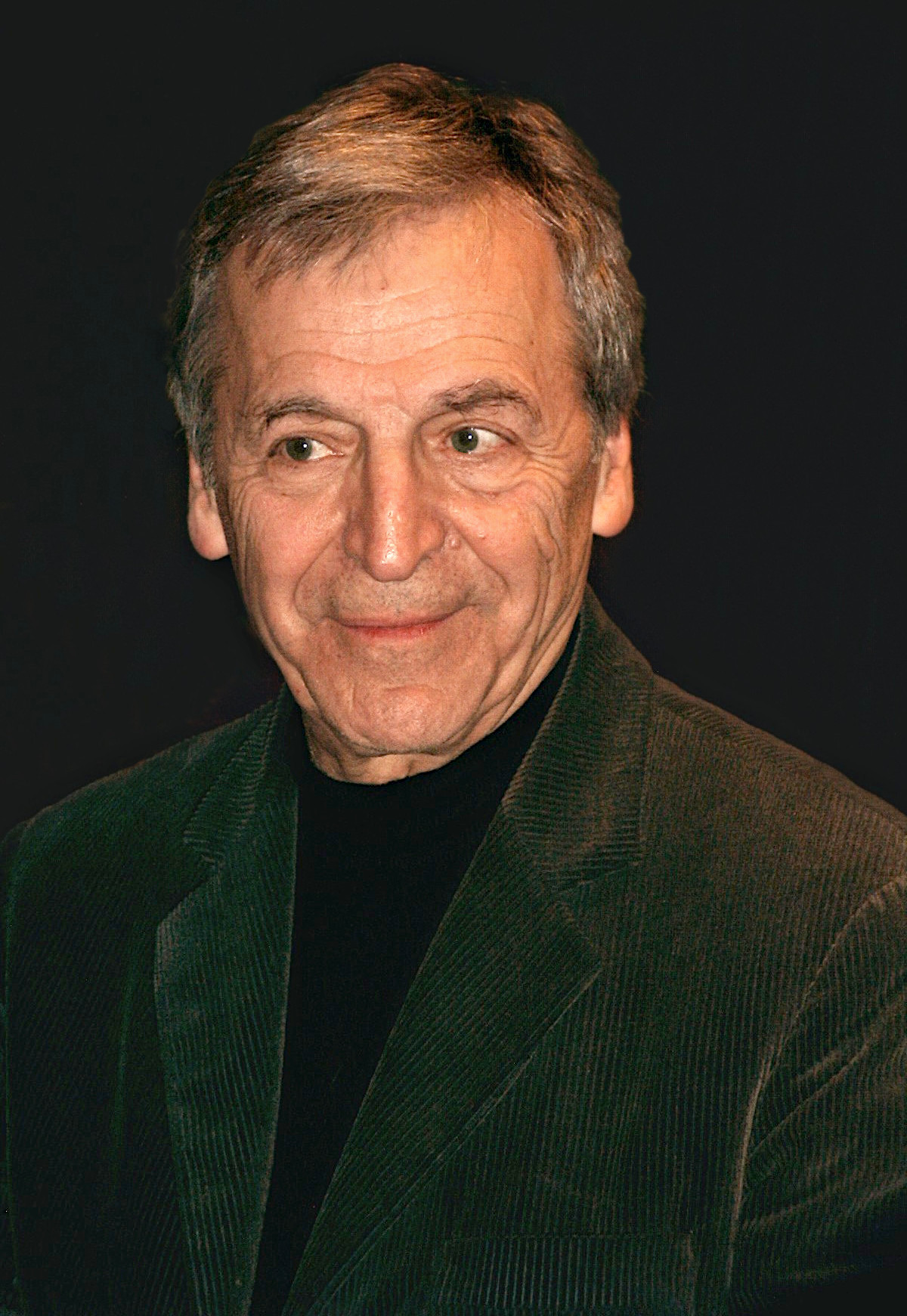
Costa-Gavras (* 12. Februar)

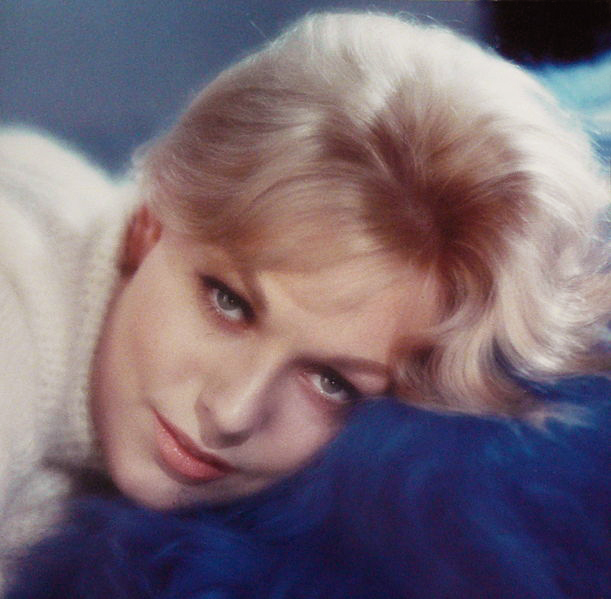
Kim Novak (* 13. Februar)

- 06. Januar: Michael Lane, US-amerikanischer Schauspieler († 2015)
- 11. Januar: Mariko Okada, japanische Schauspielerin
- 12. Januar: Liliana Cavani, italienische Regisseurin und Drehbuchautorin
- 16. Januar: Gianfranco Bettetini, italienischer Drehbuchautor und Regisseur († 2017)
- 16. Januar: Susan Sontag, US-amerikanische Drehbuchautorin und Regisseurin († 2004)
- 17. Januar: Dalida, französische Sängerin und Schauspielerin († 1987)
- 18. Januar: John Boorman, britischer Regisseur
- 21. Januar: David Cameron, britischer Schauspieler († 2012)
- 21. Januar: Julieta Serrano, spanische Schauspielerin
- 24. Januar: Nico Fidenco, italienischer Sänger und Filmkomponist († 2022)
- 27. Januar: Brigitte Antonius, österreichische Schauspielerin
- 28. Januar: Jack Hill, US-amerikanischer Regisseur

- 07. Februar: Hugh Brodie, US-amerikanischer Musiker und Schauspieler († 2017)
- 11. Februar: Xia Meng, chinesische Schauspielerin († 2016)
- 12. Februar: Costa-Gavras, griechischer Regisseur
- 13. Februar: Mario Caiano, italienischer Regisseur, Drehbuchautor und Produzent († 2015)
- 13. Februar: Kim Novak, US-amerikanische Schauspielerin
- 21. Februar: Bob Rafelson, US-amerikanischer Regisseur († 2022)
- 22. Februar: Nicholas Pileggi, US-amerikanischer Drehbuchautor
- 22. Februar: Kurt Tetzlaff, deutscher Dokumentarfilm-Regisseur († 2022)
- 25. Februar: Gilberto Galimberti, italienischer Schauspieler und Stuntman († 2017)
- 28. Februar: Sidney J. Furie, kanadischer Regisseur

### März/April

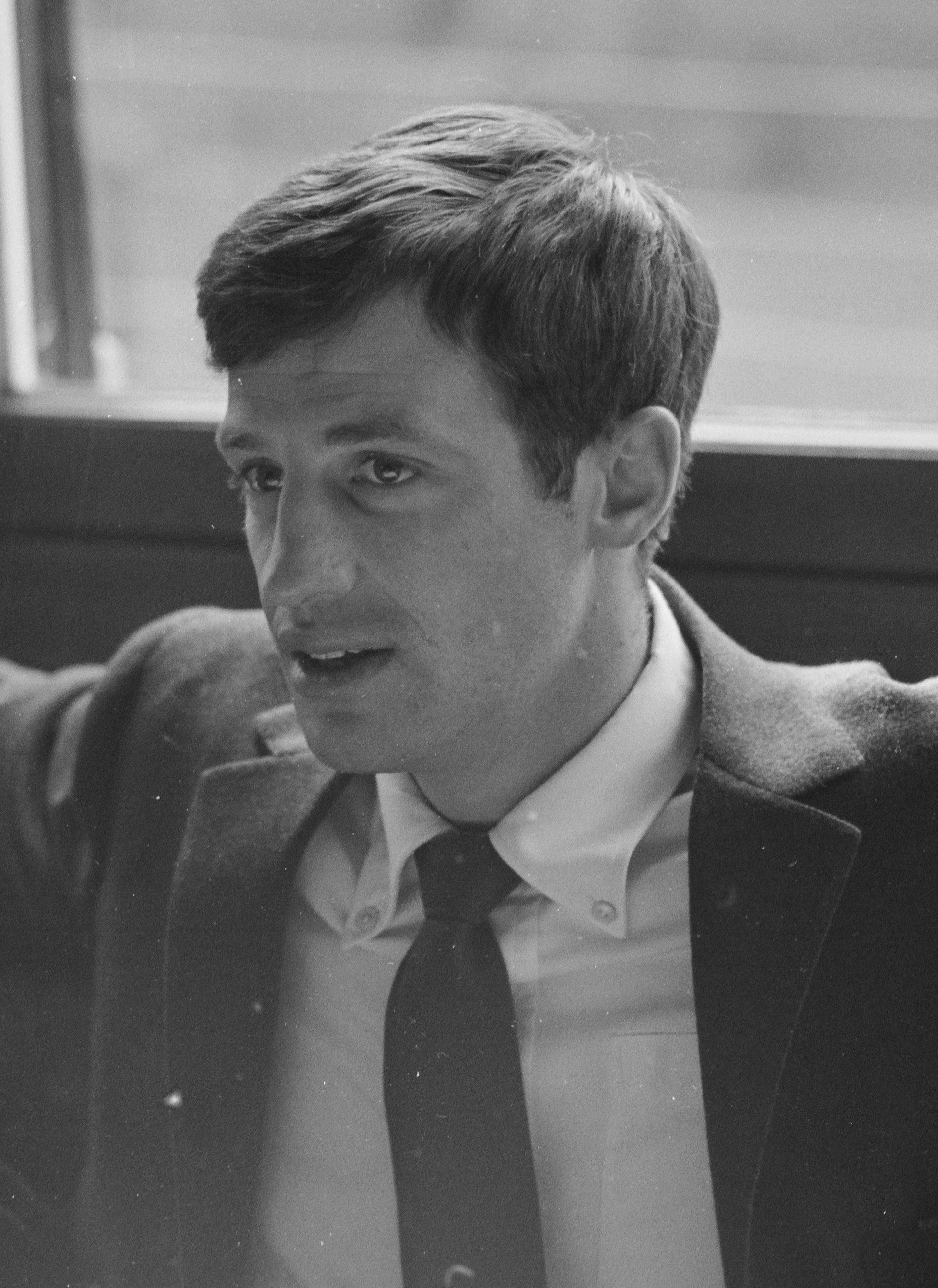
Jean-Paul Belmondo (* 9. April)

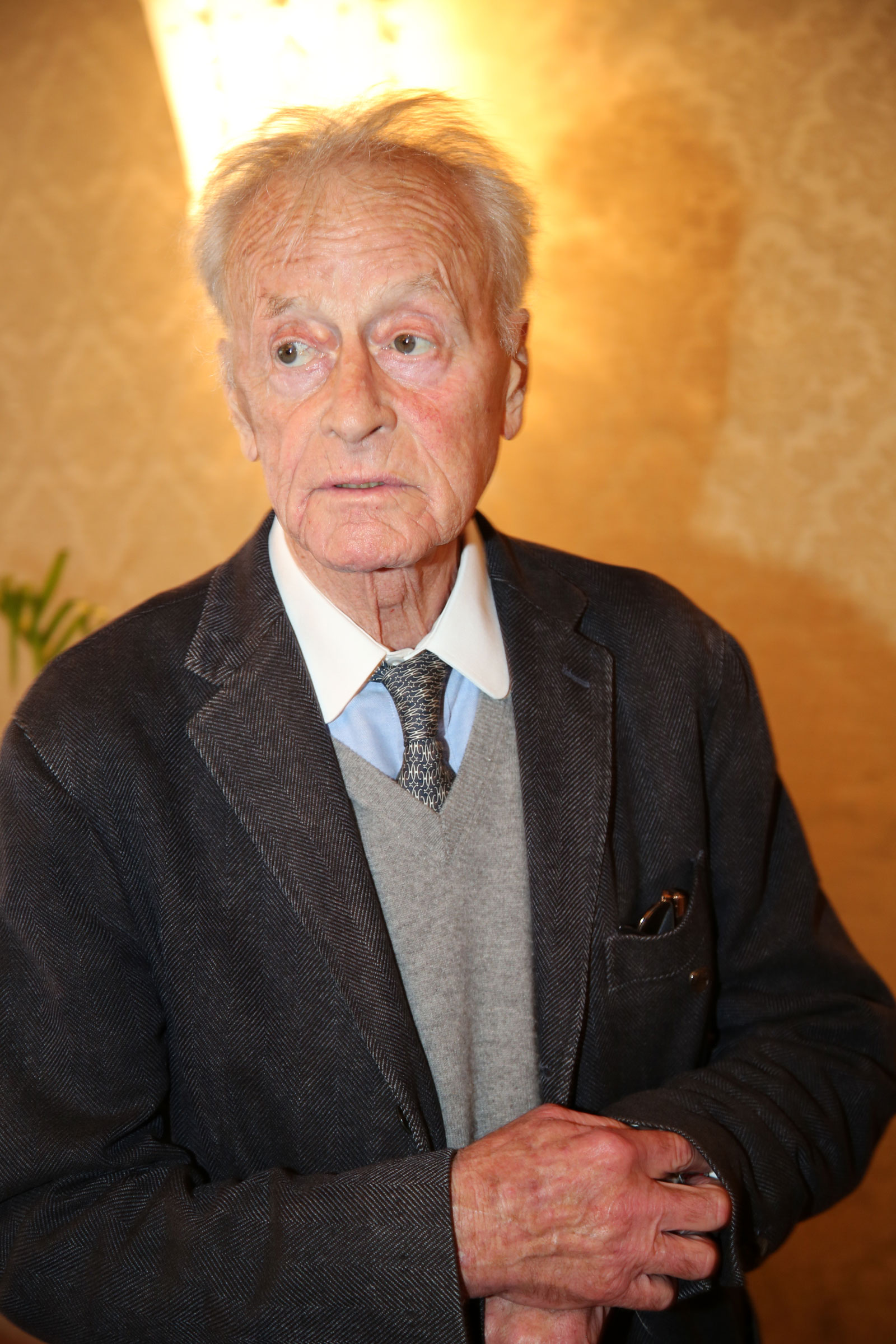
Helmuth Lohner (* 24. April)

- 03. März: Alfredo Landa, spanischer Schauspieler († 2013)
- 03. März: Tomás Milián, kubanischer Schauspieler († 2017)
- 11. März: Léa Garcia, brasilianische Schauspielerin († 2023)
- 11. März: Sandra Milo, italienische Schauspielerin († 2024)
- 12. März: Barbara Feldon, US-amerikanische Schauspielerin
- 12. März: Anneliese Kaplan, deutsche Schauspielerin († 2020)
- 12. März: Valentina Thielová, tschechische Schauspielerin († 2022)
- 14. März: Michael Caine, britischer Schauspieler
- 15. März: Philippe de Broca, französischer Regisseur († 2004)
- 19. März: Renée Taylor, US-amerikanische Schauspielerin
- 21. März: Karlheinz Gaffkus, deutscher Tänzer, Schauspieler und Aufnahmeleiter († 2018)
- 26. März: Tinto Brass, italienischer Regisseur
- 28. März: James Bidgood, US-amerikanischer Kostümbildner, Fotograf und Filmemacher († 2022)
- 28. März: Alexander Mitta, sowjetischer und russischer Filmregisseur, Drehbuchautor und Filmschauspieler († 2025)
- 30. März: Jean-Claude Brialy, französischer Schauspieler († 2007)

- 04. April: Ștefan Tapalagă, rumänischer Schauspieler († 1994)
- 07. April: Wayne Rogers, US-amerikanischer Schauspieler († 2015)
- 07. April: Johannes Schaaf, deutscher Regisseur und Schauspieler († 2019)
- 09. April: Jean-Paul Belmondo, französischer Schauspieler († 2021)
- 09. April: Gian Maria Volontè, italienischer Schauspieler († 1994)
- 10. April: Chelo Alonso, kubanische Tänzerin und Schauspielerin († 2019)
- 13. April: Sergio Donati, italienischer Drehbuchautor und Schriftsteller († 2024)
- 16. April: Perry Botkin junior, US-amerikanischer Komponist und Songwriter († 2021)
- 17. April: Ron Miller, US-amerikanischer Filmproduzent († 2019)
- 18. April: Waldemar Bergendahl, schwedischer Filmschaffender († 2022)
- 19. April: Jayne Mansfield, US-amerikanische Schauspielerin († 1967)
- 22. April: Mark Damon, US-amerikanischer Schauspieler und Produzent († 2024)
- 22. April: Horst Hiemer, deutscher Schauspieler († 2023)
- 24. April: Helmuth Lohner, österreichischer Schauspieler († 2015)
- 25. April: Giovanni Fago, italienischer Regisseur und Drehbuchautor
- 26. April: Carol Burnett, US-amerikanische Schauspielerin
- 28. April: Walter Schmidinger, österreichischer Schauspieler († 2013)
- 29. April: Rod McKuen, US-amerikanischer Komponist († 2015)
- 30. April: John F. Nolan, US-amerikanischer Schauspieler († 2000)

### Mai/Juni

Joan Collins (* 23. Mai)

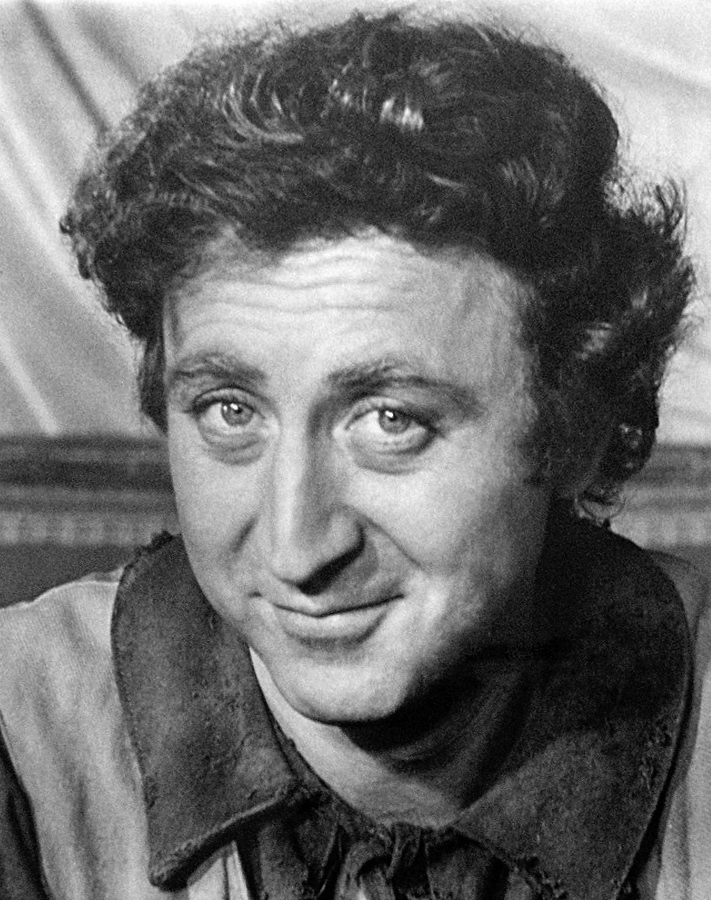
Gene Wilder (* 11. Juni)

- 07. Mai: Axel Corti, österreichischer Regisseur († 1993)
- 10. Mai: Jean Becker, französischer Regisseur und Drehbuchautor
- 12. Mai: Zofia Kucówna, polnische Schauspielerin und Schriftstellerin († 2024)
- 14. Mai: László Kovács, ungarischer Kameramann († 2007)
- 15. Mai: Marianne Hold, deutsche Schauspielerin († 1994)
- 17. Mai: Jean Vautrin, französischer Regisseur und Drehbuchautor († 2015)
- 21. Mai: Richard Libertini, US-amerikanischer Schauspieler († 2016)
- 23. Mai: Joan Collins, britische Schauspielerin
- 24. Mai: Germano Longo, italienischer Schauspieler († 2022)
- 28. Mai: John Karlen, US-amerikanischer Schauspieler († 2020)
- 28. Mai: Zelda Rubinstein, US-amerikanische Schauspielerin († 2010)

- 01. Juni: Peter Groeger, deutscher Schauspieler und Synchronsprecher († 2018)
- 05. Juni: Jimmy T. Murakami, US-amerikanischer Regisseur, Produzent und Drehbuchautor († 2014)
- 07. Juni: Noémia Delgado, portugiesische Filmregisseurin, Filmeditorin und Drehbuchautorin († 2016)
- 10. Juni: Ansano Giannarelli, italienischer Dokumentarfilmer († 2011)
- 11. Juni: Gene Wilder, US-amerikanischer Schauspieler († 2016)
- 20. Juni: Danny Aiello, US-amerikanischer Schauspieler († 2019)
- 20. Juni: Brett Halsey, US-amerikanischer Schauspieler
- 22. Juni: Giuseppe Moccia, italienischer Drehbuchautor und Regisseur († 2006)
- 27. Juni: José Fonseca e Costa, portugiesischer Regisseur († 2015)
- 30. Juni: Lea Massari, italienische Schauspielerin († 2025)
- 30. Juni: Mauricio Rosencof, uruguayischer  Schriftsteller und Drehbuchautor

### Juli/August

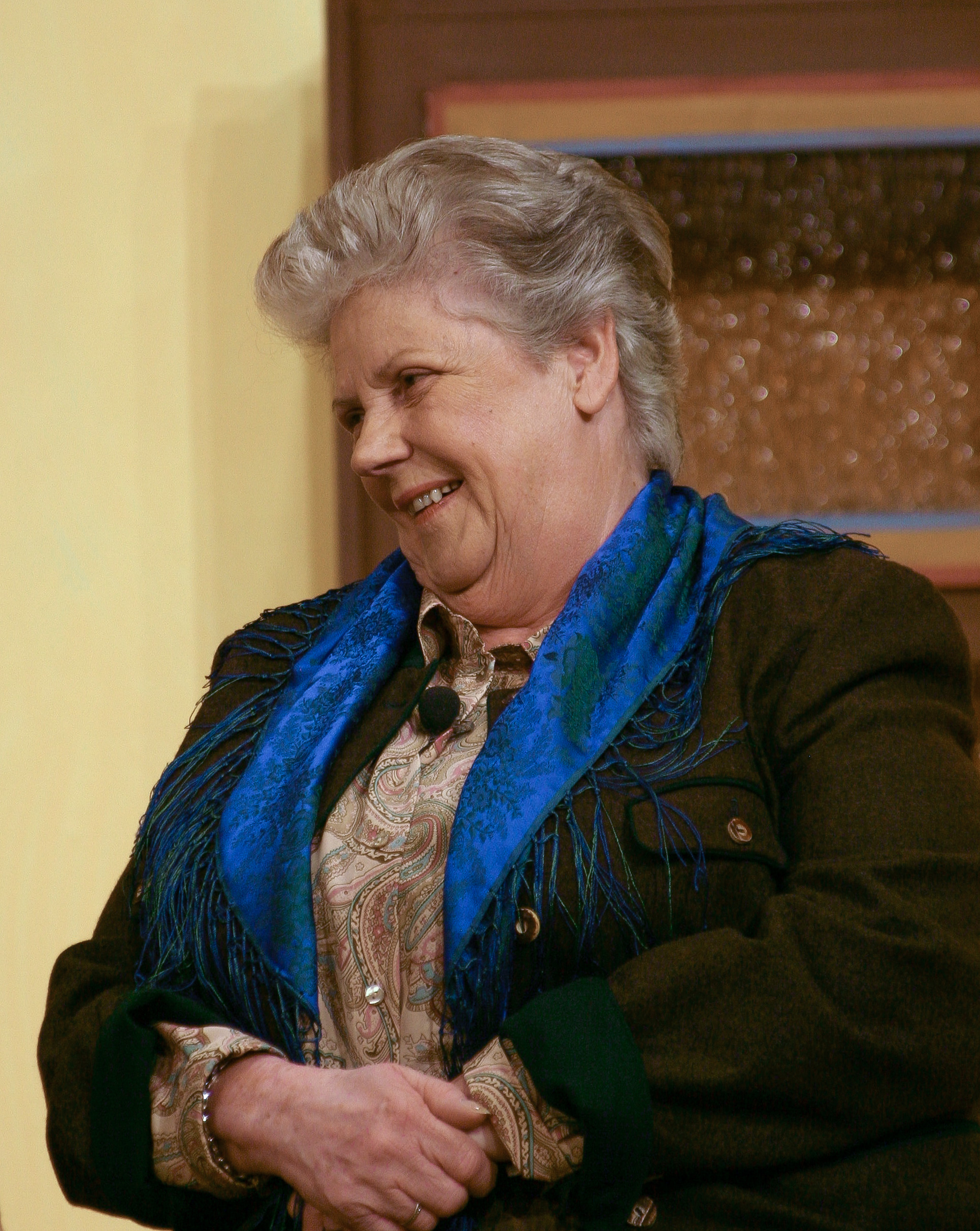
Erna Waßmer (* 5. August)

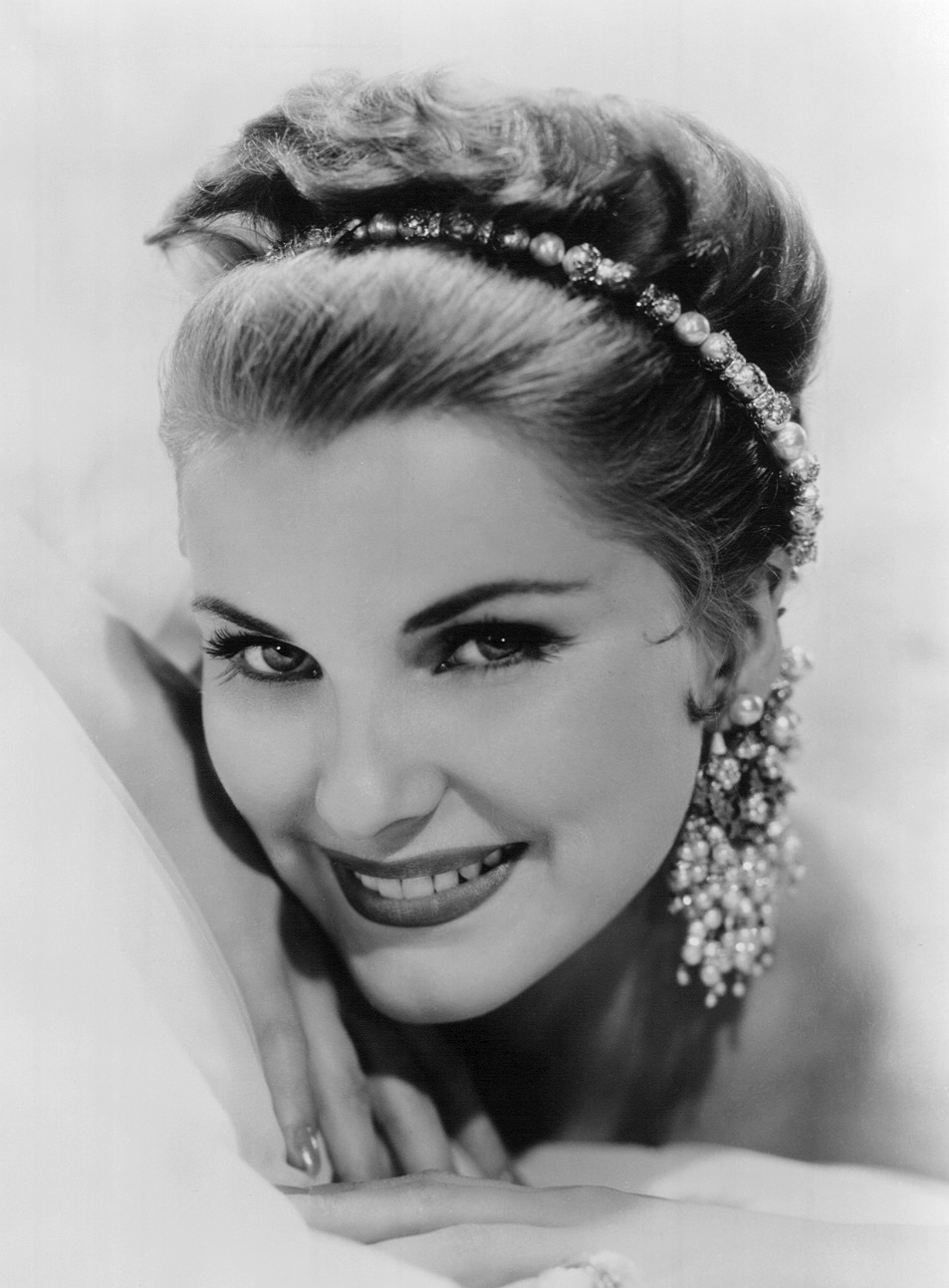
Debra Paget (* 19. August)

- 04. Juli: Ursula Dirichs, deutsche Schauspielerin († 2022)
- 06. Juli: Stefan Lisewski, deutscher Schauspieler († 2016)
- 06. Juli: Jean-Pierre Mocky, französischer Regisseur († 2019)
- 09. Juli: Elem Klimow, russischer Regisseur († 2003)
- 11. Juli: Ernst Jacobi, deutscher Schauspieler († 2022)
- 16. Juli: Brad Harris, US-amerikanischer Schauspieler († 2017)
- 18. Juli: Syd Mead, US-amerikanischer Designer († 2019)
- 22. Juli: C. V. Sridhar, indischer Regisseur († 2008)
- 24. Juli: John Aniston, US-amerikanischer Schauspieler († 2022)
- 29. Juli: Robert Fuller, US-amerikanischer Schauspieler

- 01. August: Dom DeLuise, US-amerikanischer Schauspieler († 2009)
- 05. August: Erna Waßmer, deutsche Schauspielerin († 2016)
- 15. August: Lori Nelson, US-amerikanische Schauspielerin († 2020)
- 16. August: Julie Newmar, US-amerikanische Schauspielerin
- 18. August: Roman Polański, polnischer Regisseur
- 19. August: Debra Paget, US-amerikanische Schauspielerin
- 22. August: Sylva Koscina, italienische Schauspielerin († 1994)
- 23. August: Ian Fraser, britischer Komponist († 2014)
- 25. August: Tom Skerritt, US-amerikanischer Schauspieler
- 26. August: Robert Chartoff, US-amerikanischer Produzent († 2015)
- 26. August: Rainer Erler, deutscher Regisseur († 2023)
- 28. August: Philip French, britischer Filmkritiker († 2015)
- 29. August: Ramses Shaffy, niederländischer Chansonnier und Schauspieler († 2009)
- 30. August: Luis Bacalov, argentinischer Komponist († 2017)
- 31. August: Kirsten Walther, dänische Schauspielerin († 1987)

### September/Oktober
- 05. September: Ginette Pigeon, französische Schauspielerin
- 08. September: Asha Bhosle, indische Playbacksängerin
- 14. September: Harve Presnell, US-amerikanischer Schauspieler († 2009)
- 15. September: Henry Darrow, US-amerikanischer Schauspieler († 2021)
- 15. September: Petra Schürmann, deutsche Fernsehmoderatorin, Programmsprecherin, Schauspielerin und ehemalige Miss World († 2010)
- 17. September: Pat Crowley, US-amerikanische Schauspielerin
- 18. September: Robert Blake, US-amerikanischer Schauspieler († 2023)
- 18. September: Fred Willard, US-amerikanischer Schauspieler († 2020)
- 19. September: David McCallum, britischer Schauspieler, Musiker und Komponist († 2023)
- 27. September: C. K. Nagesh, indischer Schauspieler († 2009)
- 28. September: Robert Hogan, US-amerikanischer Schauspieler († 2021)
- 10. Oktober: Daniel Massey, britischer Schauspieler († 1998)
- 30. Oktober: Johanna von Koczian, deutsche Schauspielerin († 2024)
- 31. Oktober: Dieter Pröttel, deutscher Regisseur († 2022)

### November/Dezember
- 04. November: Garry Goodrow, US-amerikanischer Schauspieler († 2014)
- 04. November: Volker Kühn, deutscher Regisseur, Drehbuchautor und Produzent († 2015)
- 07. November: Joachim Engel-Denis, deutscher Schauspieler und Regisseur († 2013)
- 07. November: Jackie Joseph, US-amerikanische Schauspielerin
- 08. November: Ayako Wakao, japanische Schauspielerin
- 09. November: Lucian Pintilie, rumänischer Regisseur († 2018)
- 11. November: Edgar Bessen, deutscher Schauspieler († 2012)
- 23. November: Paul Maslansky, US-amerikanischer Produzent († 2024)
- 25. November: Kathryn Grant, US-amerikanische Schauspielerin († 2024)
- 26. November: Ron Holloway, US-amerikanischer Filmjournalist und Filmhistoriker († 2009)
- 28. November: Hope Lange, US-amerikanische Schauspielerin († 2003)

- 04. Dezember: Horst Buchholz, deutscher Schauspieler († 2003)
- 04. Dezember: Adolf Laimböck, deutscher Schauspieler († 2018)
- 05. Dezember: Adolph Caesar, US-amerikanischer Schauspieler († 1986)
- 10. Dezember: Eduardo Pavlovsky, argentinischer Schauspieler († 2015)
- 15. Dezember: William Link, US-amerikanischer Produzent und Drehbuchautor († 2020)
- 18. Dezember: Corny Collins, deutsche Schauspielerin
- 22. Dezember: Luciano Martino, italienischer Produzent, Drehbuchautor und Regisseur († 2013)

### Genaues Geburtsdatum unbekannt
- Klaus Barner, deutscher Schauspieler († 2022)
- Bill Butler, britischer Editor († 2017)
- Giuseppe Gatt, italienischer Kunstkritiker und Regisseur

## Gestorben

### Januar bis Juni

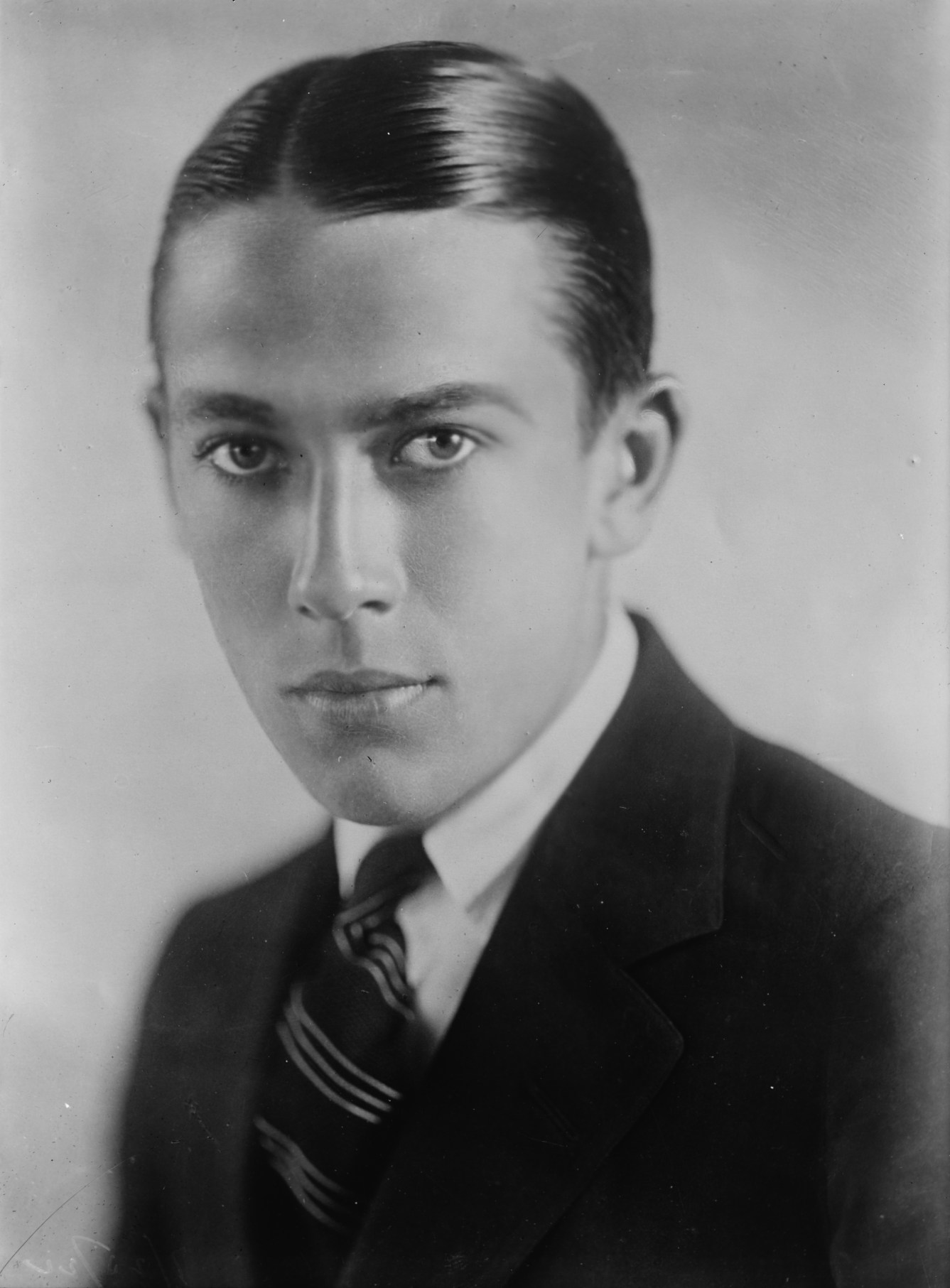
Jack Pickford († 3. Januar)

- 03. Januar: Jack Pickford, US-amerikanischer Schauspieler (* 1896)

- 22. Februar: Ilse Korseck, deutsche Schauspielerin (* 1911)
- 26. Februar: Spottiswoode Aitken, britischer Schauspieler (* 1868)

- 10. März: Ladislaus Vajda, österreichisch-ungarischer Drehbuchautor (* 1877)
- 16. März: Ferdinand von Alten, deutscher Schauspieler (* 1885)
- 19. März: Albert Paulig, deutscher Schauspieler (* 1873)
- 27. März: Adele Watson, US-amerikanische Schauspielerin (* 1890)

- 02. April: Paul Biensfeldt, deutscher Schauspieler (* 1869)

- 05. Mai: Erich Schönfelder, deutscher Schauspieler und Regisseur (* 1885)
- 13. Mai: Ernest Torrence, US-amerikanischer Schauspieler (* 1878)

- 29. Juni: Fatty Arbuckle, US-amerikanischer Schauspieler (* 1887)

### Juli bis Dezember

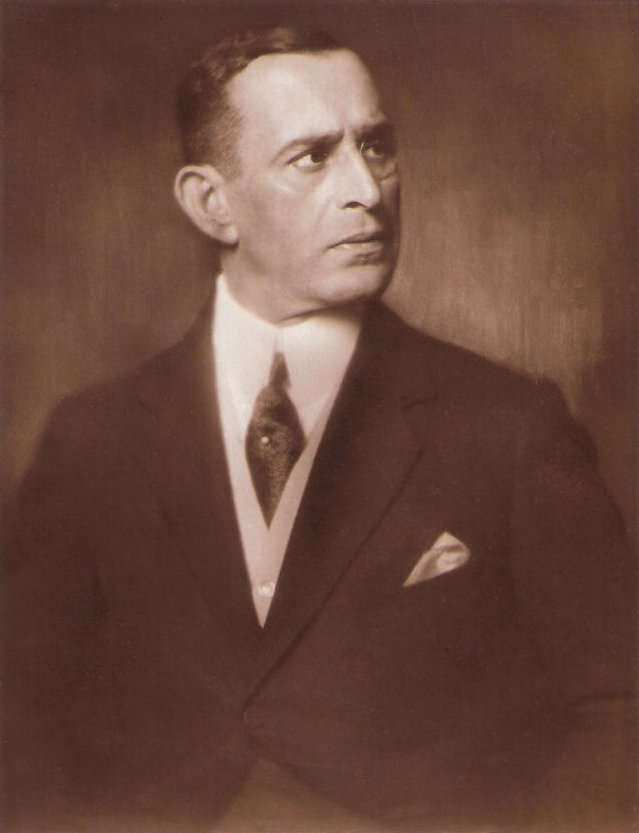
Max Landa (1873–1933)

- 18. August: James Williamson, britischer Filmpionier (* 1855)

- 07. September: Max Adalbert, deutscher Schauspieler (* 1874)
- 10. September: Heinrich Witte: deutscher Schauspieler (* 1888)
- 24. September: Ferdinand Bonn, deutscher Schauspieler (* 1861)

- 05. Oktober: Renée Adorée, französische Schauspielerin (* 1898)
- 25. Oktober: Lilian Hall-Davis, britische Schauspielerin (* 1898)

- 09. November: Max Landa, österreichischer Schauspieler (* 1873)
- 24. November: Hans Otto, deutscher Schauspieler und Regisseur (* 1900)
- 26. November: Jean Angelo, französischer Schauspieler (* 1875)

- 09. Dezember: Julius Falkenstein, deutscher Schauspieler (* 1879)